# 佐藤源八
佐藤 源八（さとう げんぱち、1893年（明治26年）4月15日 - 1977年（昭和52年）11月10日）は、大日本帝国陸軍軍人。最終階級は陸軍少将。

## 経歴・人物
山形県出身。1914年（大正3年）陸軍士官学校第26期卒業、陸軍歩兵少尉に任官。
1940年（昭和15年）8月1日に陸軍歩兵大佐・歩兵第61連隊補充隊長を経て、1941年（昭和16年）10月15日に歩兵第61連隊長（中部軍、第4師団）となり、大東亜戦争に突入。ついで第25軍隷下としてスマトラの警備に就いた。
その後は、1945年（昭和20年）6月8日に第39軍司令部附（南方軍、旧タイ駐屯軍）を経て、同年6月10日に陸軍少将に昇進。さらに翌月の7月25日には独立混成第29旅団長（第18方面軍）に任官し、タイのプラチュワップキーリーカンに駐屯し、終戦を迎えた。
1947年（昭和22年）11月28日、公職追放仮指定を受けた。